# Källtorpssjön runt

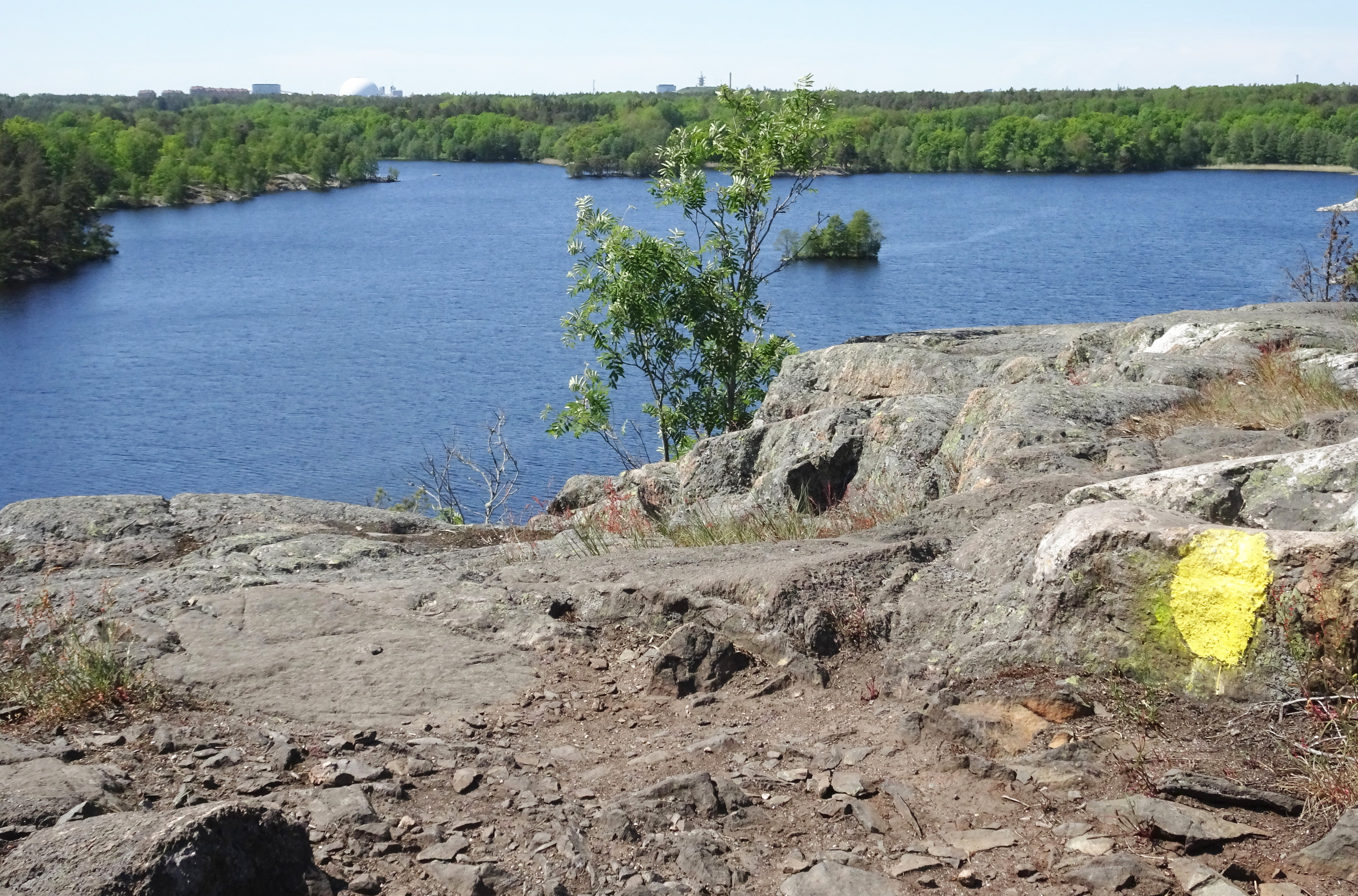
Källtorpssjön från Källtorpsberget mot nordväst, 2020.

Källtorpssjön runt (Gula spåret) är en fem kilometer lång vandringsled runt Källtorpssjön i Nacka kommun. Leden ligger delvis i Nackareservatet och börjar och slutar vid Hellasgården. Slingan är tydlig markerad med gula prickar och pilar. Svårighetsgraden uppges som "medel".

## Sträckning

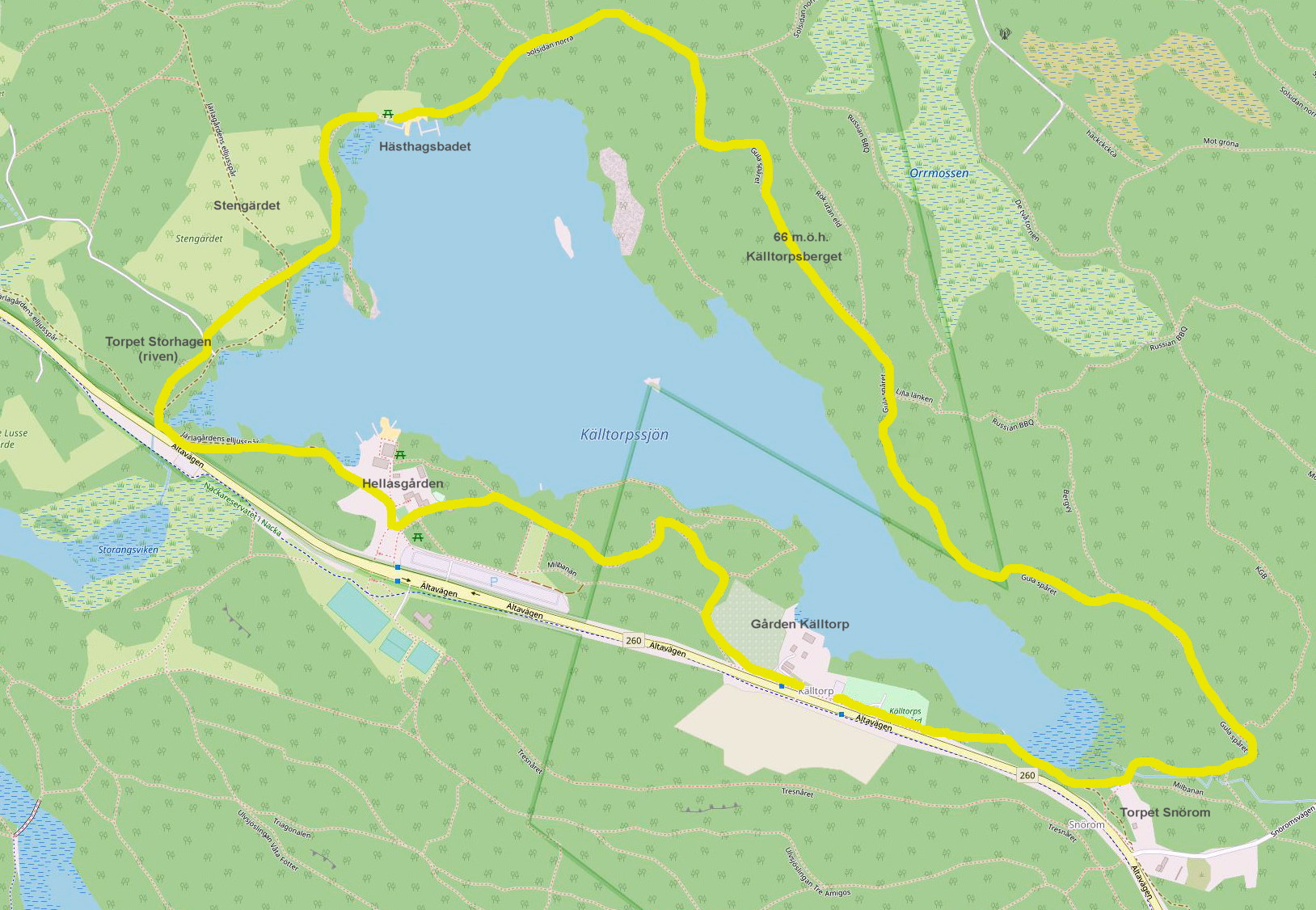
Källtorpssjön runt på gula spåret.

Gula spåret, ibland kallat ”gula runt sjön”, är en fem kilometer lång vandringsled som sträcker sig i en slinga runt Källtorpssjön. Leden börjar och slutar vid Hellasgården. Början är gemensam med Gröna spåret. Går man medurs passerar man gammal kulturmark med rester av stensättningar och gravfält från järnåldern. Vid västra sidan om Källtorpssjön går leden över Övre Lusses gärde. Här finns lämningen efter torpet Storhagen som lydde under Nacka gård (fornlämning RAÄ-nummer: Nacka 253).
Därefter går man över gammal odlingsmark kallad Stengärdet. Den stenrika marken kan ha gett platsen sitt namn. Gärdet går ända ner till Källtorpssjön och omgärdas på tre sidor av en stenmur, en stengärdesgård, omkring 600 meter lång, 1,2 till 2 meter bred och 0,8 till 1,5 meter hög (fornlämning RAÄ-nummer: Nacka 241). Enligt en sägen skulle den ha byggts av ryska krigsfångar på 1700-talet. Idag spelas det fotbollsgolf på Stengärdet.
Vid Källtorpssjöns nordligaste del passerar gula slingan Hästhagsbadet med sandstrand, bryggor och gräsplan att sola på. Därefter stiger vägen brant i flera etapper över klippor upp till Källtorpsberget med en höjd av 66 meter över havet. Det är drygt 40 meter över Källtorpssjön vars vattenspegel ligger 23,2 meter över havet. Härifrån har man en vidsträckt utsikt över Källtorpssjön mot väster, med bland annat Globen och Hammarbybacken på horisonten. Den högsta delen av leden går över kala berghällar och följer kanten av området som eldhärjades i augusti 1999. Brandens spår syns fortfarande i form av gråa, torra trädskelett.
Efter att ha lämnat ledens högsta avsnitt gör den en sväng in skogen och genom en brant ravin. Här går rundan på Erstaviks mark. Vid Källtorpssjöns sydöstra spets passerar man det gamla torpet Snörom (Snör-om) som låg under godset Erstavik och den tidigare 1700-tals prästgården Källtorp som gav Källtorpssjön sitt namn. Sista sträcken ligger igen inom Nackareservatet och går längs med Ältavägen.

### Bilder

Norra sträckningen
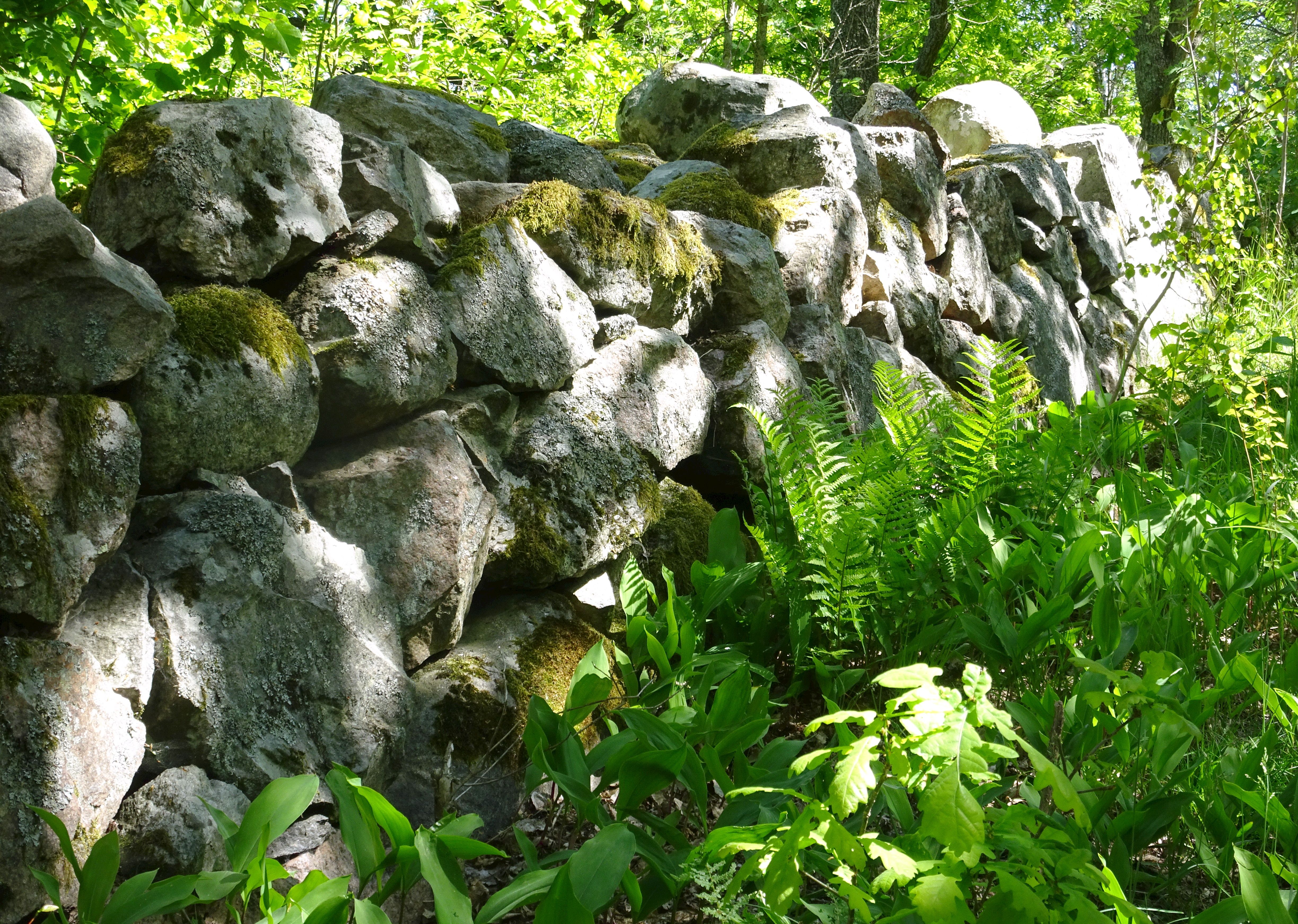
Stengärdets stengärdesgård.
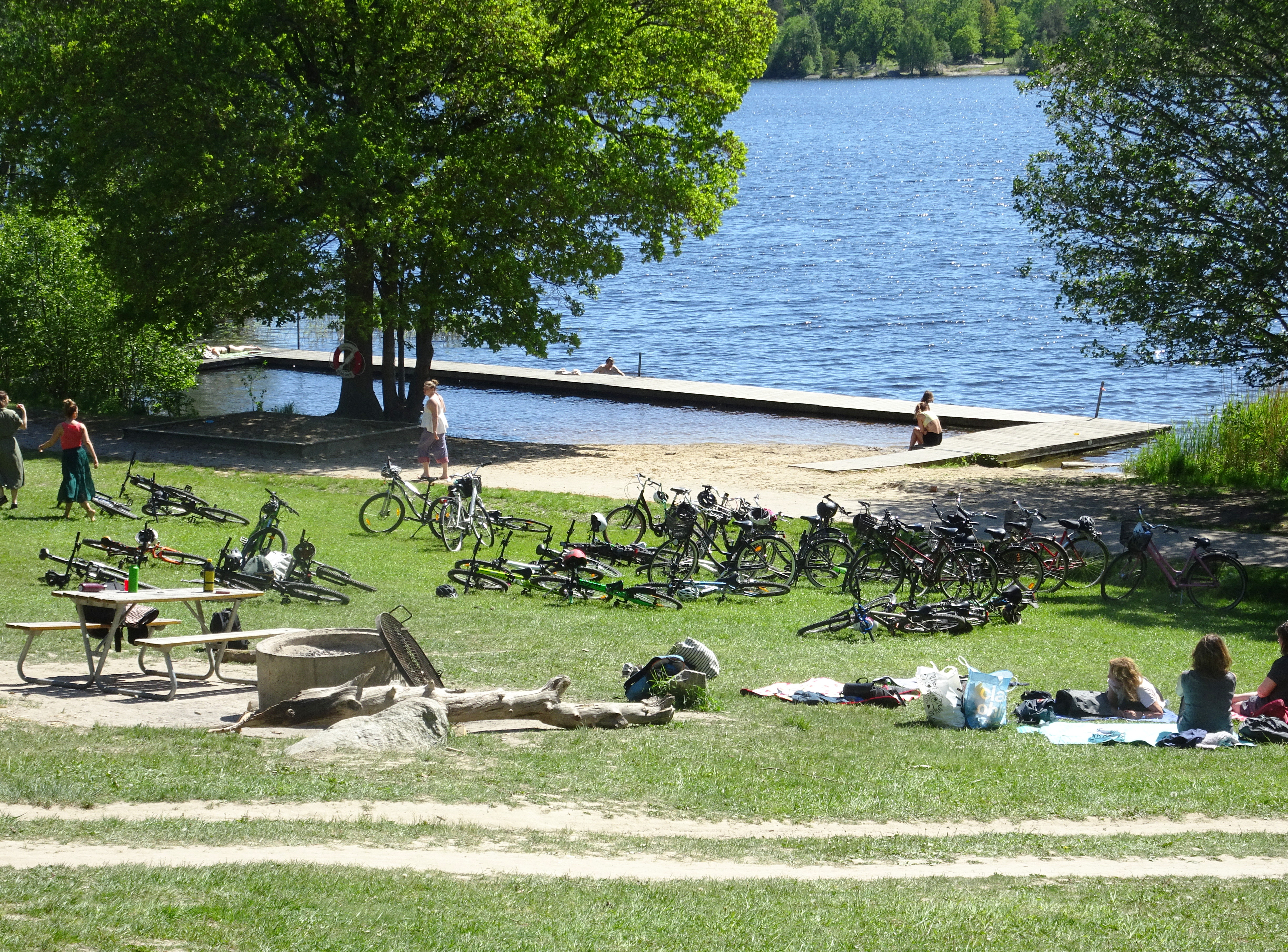
Hästhagsbadet.
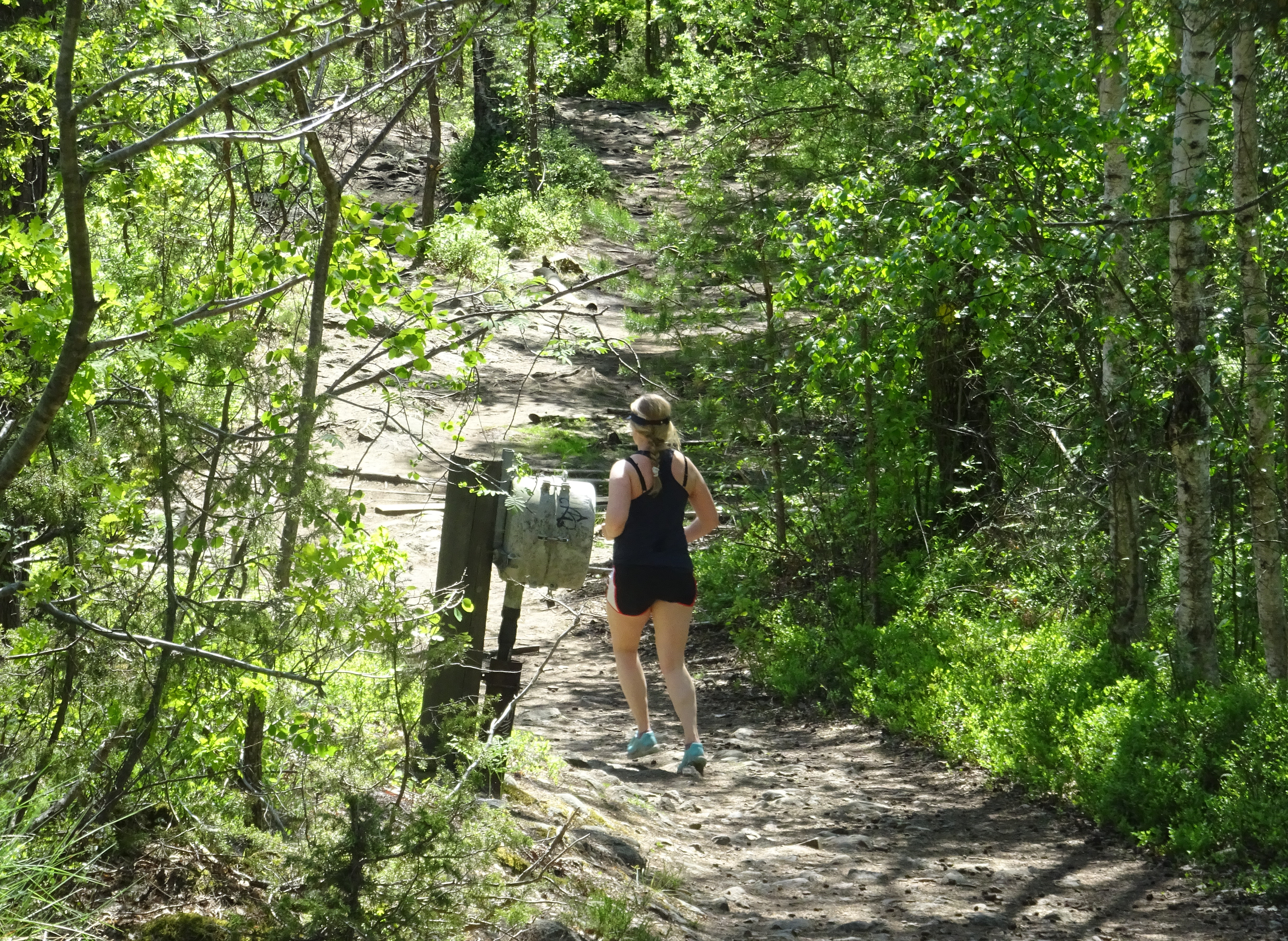
Löpare på gula spåret.
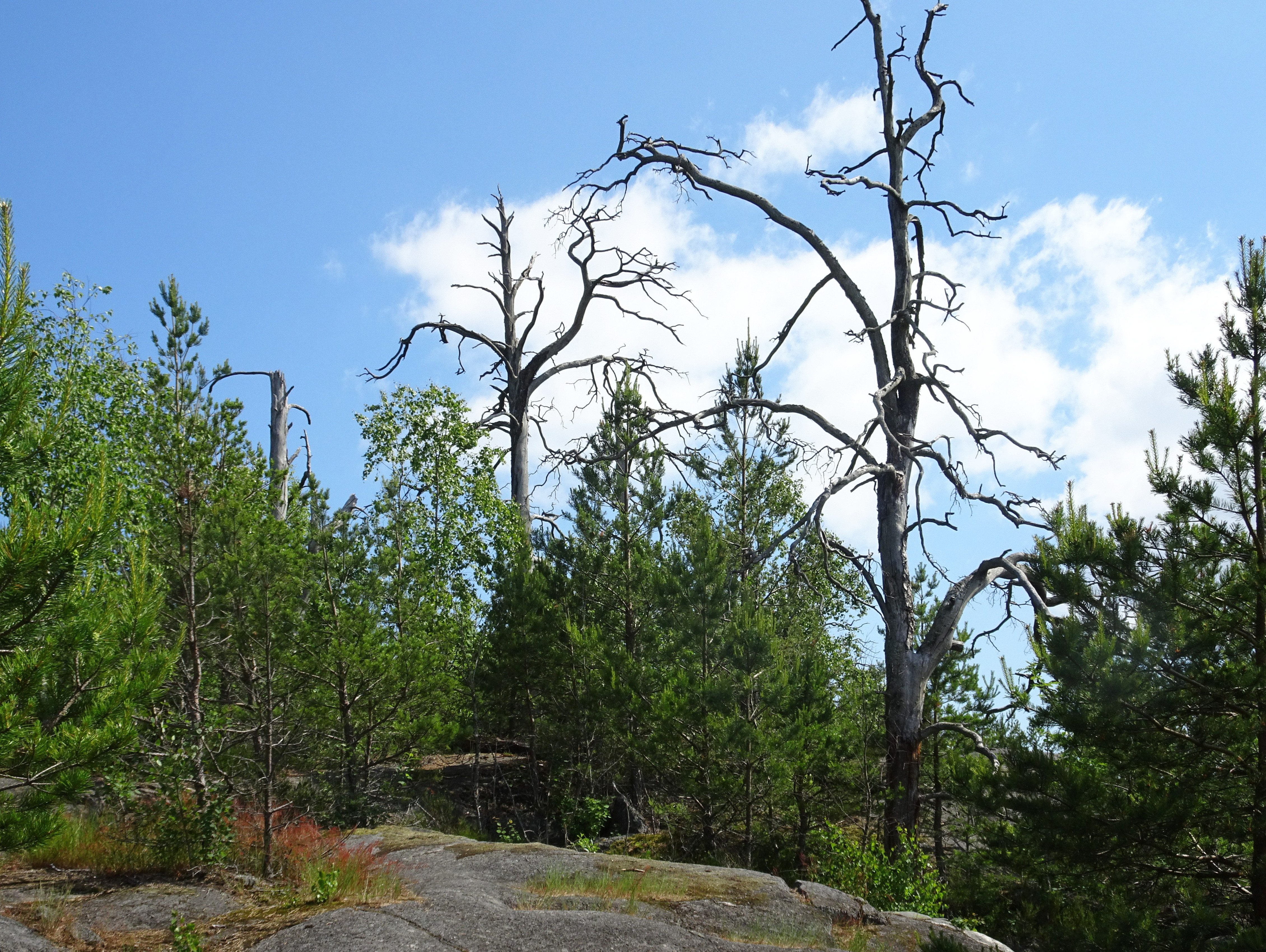
Brandskadade träd från branden 1999.
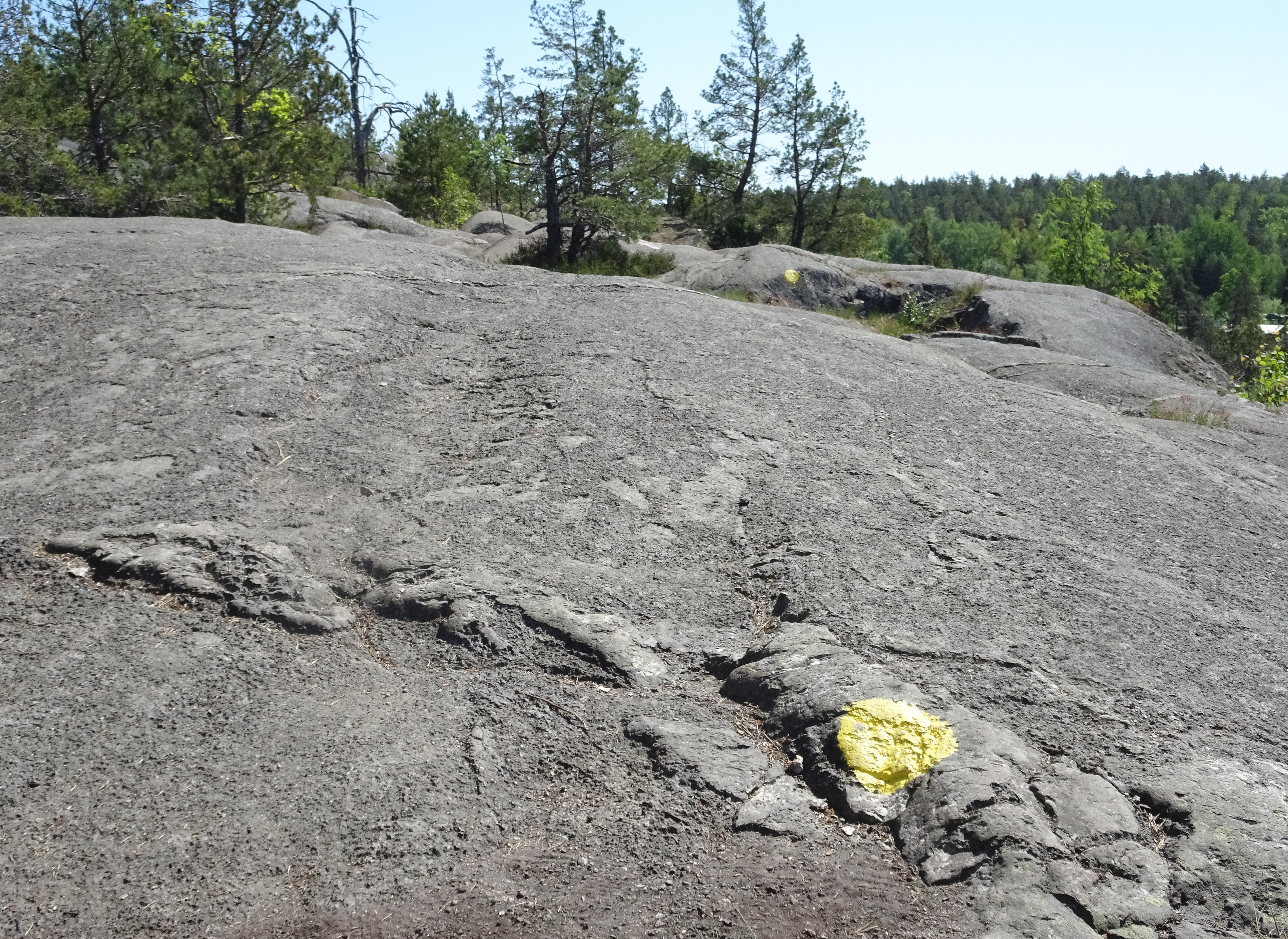
På Källtorpsberget.

Södra sträckningen
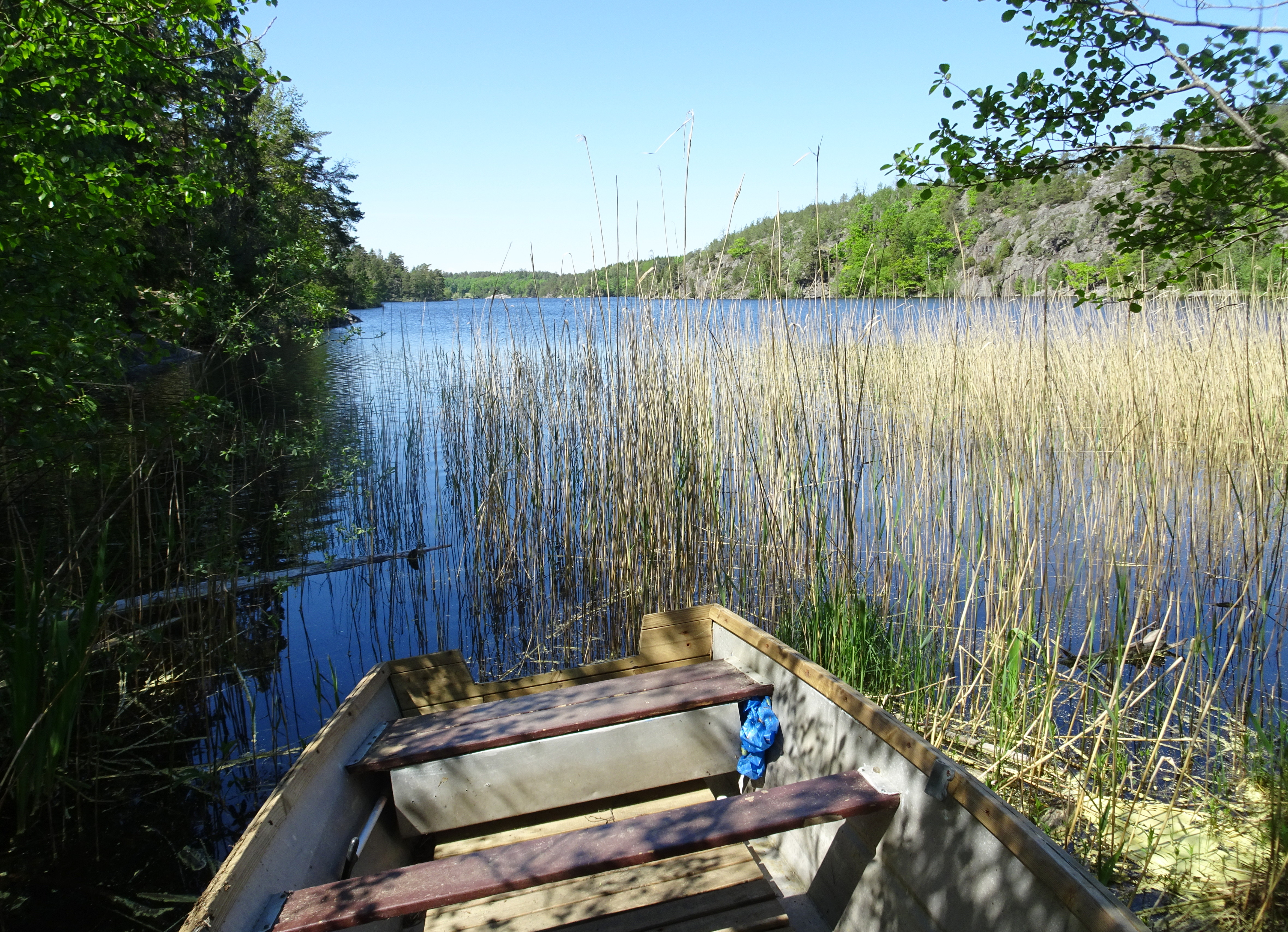
Källtorpssjöns ostligaste del.
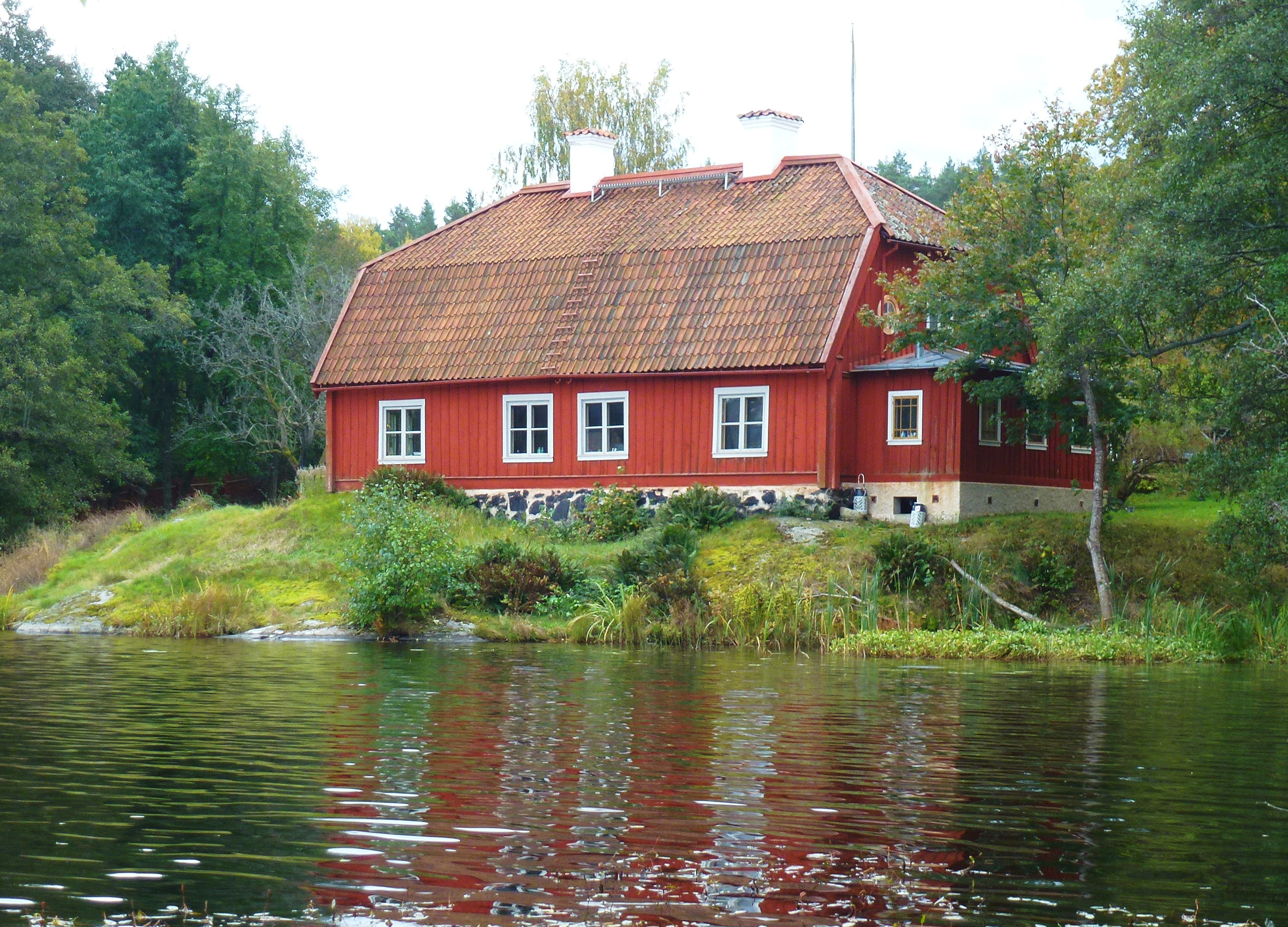
Gården Källtorp.
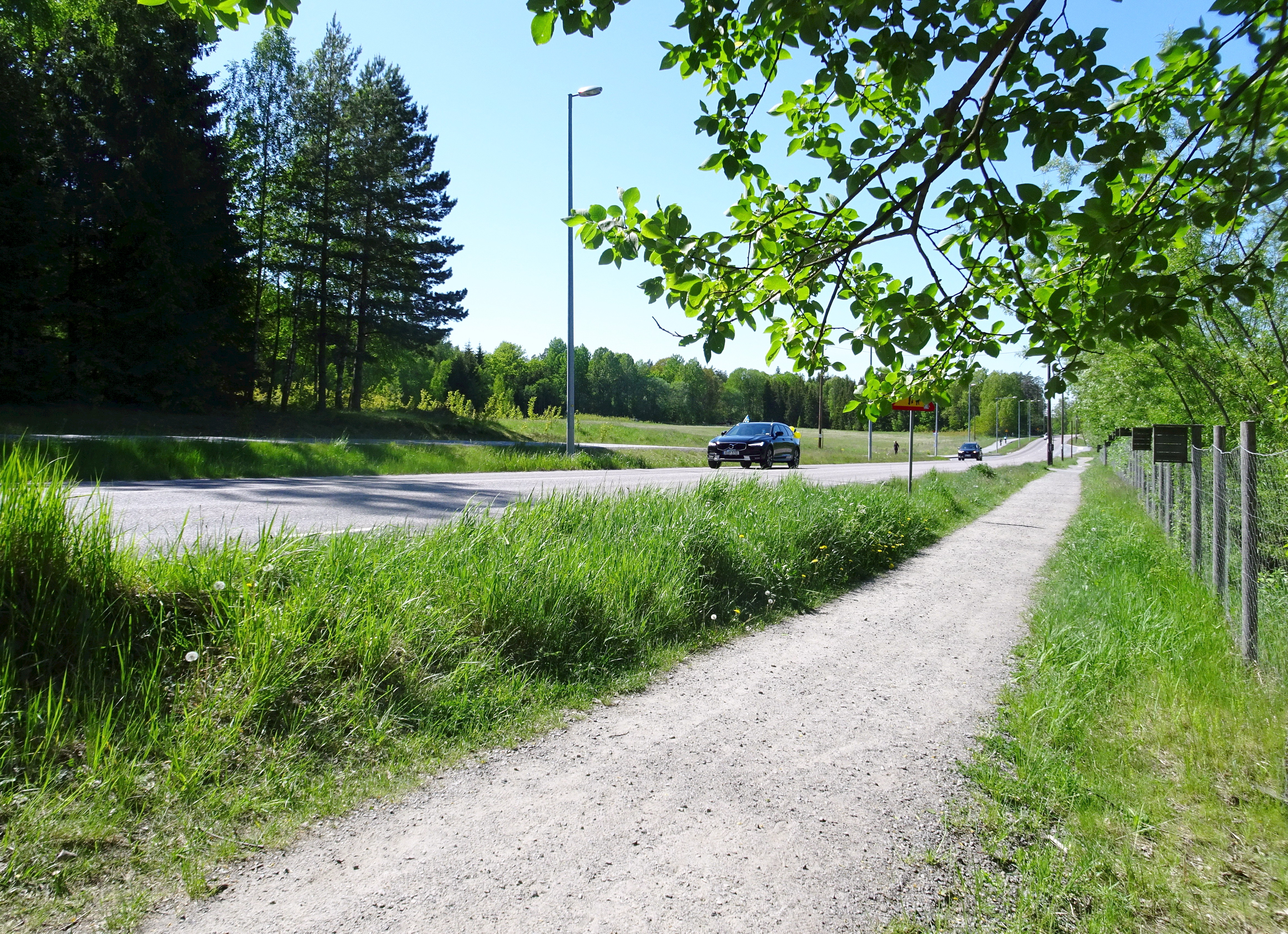
Ältavägen västerut.
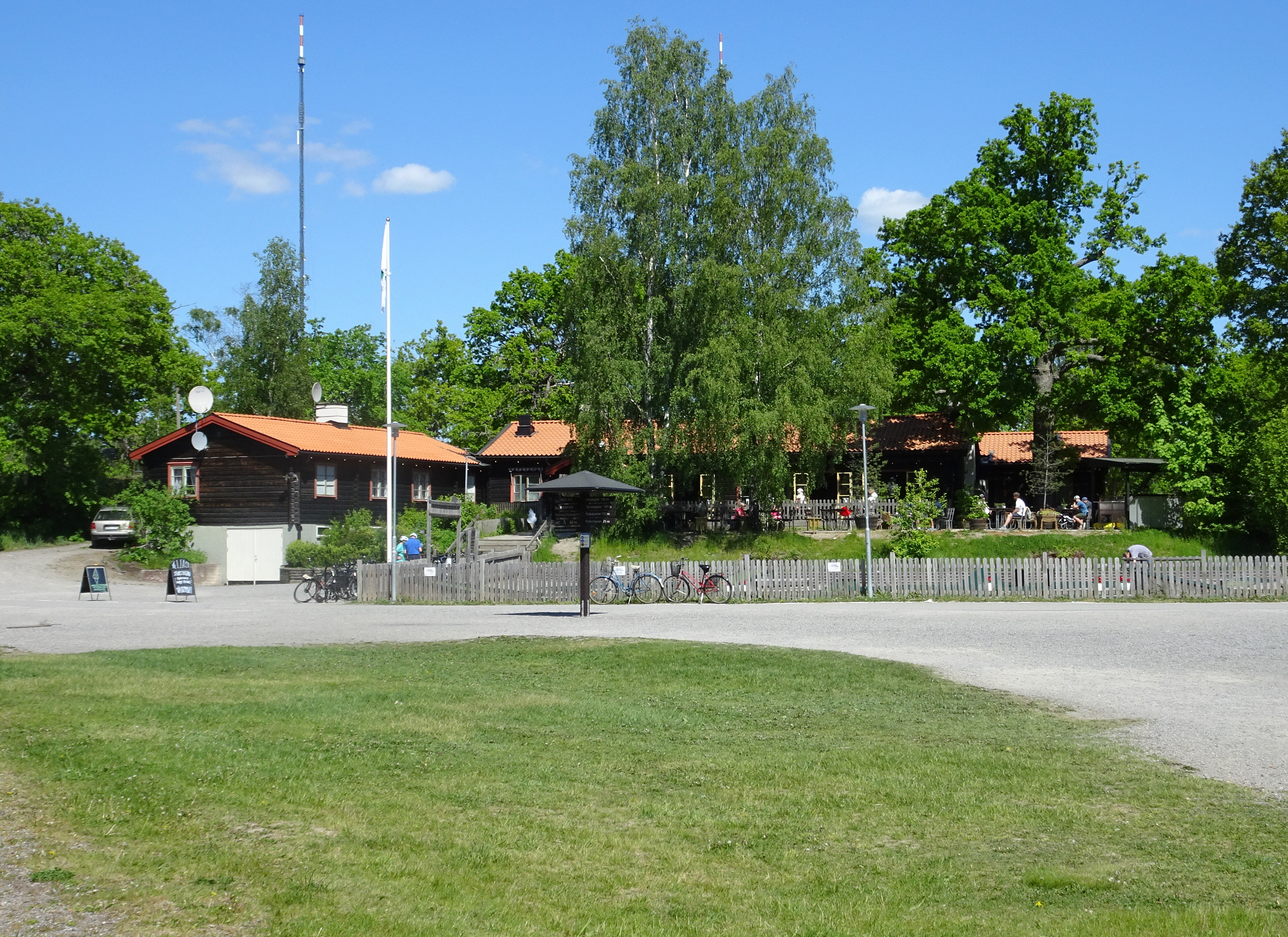
Hellasgårdens huvudbyggnad.
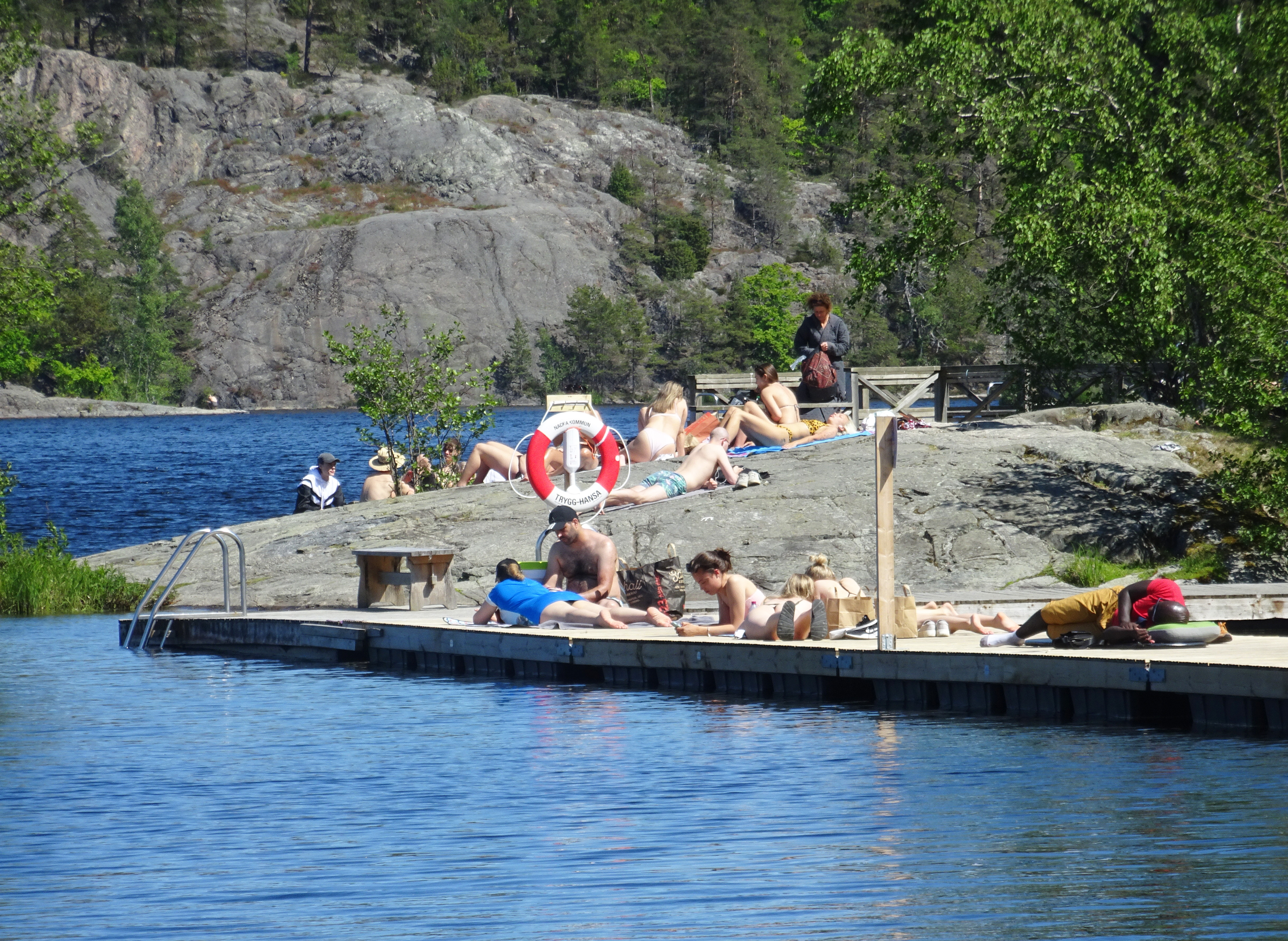
Hällasgårdens klippbad.

## Stationer (urval)
- Hellasgården
- Stengärdet
- Hästhagsbadet
- Källtorpsberget
- Torpet Snörom
- Gården Källtorp

## Andra sjönära vandringar i Stockholms län
- Aspens naturstig
- Bornsjöns natur- och kulturstig
- Brunnsviken runt på Hälsans stig
- Elfviksleden
- Flaten runt
- Gömmarrundan
- Havtornsuddslingan
- Måsnarenleden
- Mälarpromenaden